# Мілтон-Кінз Донз
«Мі́лтон-Кінз Донз» або «МК Донз» (англ. «Milton Keynes Dons Football Club», англ. «MK Dons» МФА: [ˌmɪltən ˈkiːnz ˈdɒnz]) — англійський футбольний клуб, з Мілтон-Кінза. Заснований 2004 року. Домашні матчі проводить на арені «Стадіон мк» місткістю 30 500 глядачів.

## Досягнення
- Чемпіон Другої футбольної ліги: 2007-08